# Gregor Steger (Geistlicher)
Gregor Steger OSB (* 30. Dezember 1900 in Tröbes; † 3. Oktober 1950 in Pjöngjang, Nordkorea) war ein deutscher römisch-katholischer Geistlicher, Ordensmann, Missionar und Märtyrer. 

## Leben
Karl Steger stammte aus der Oberpfalz. Nach dem Abitur trat er in die Abtei Schweiklberg der Benediktinerkongregation von St. Ottilien ein. Am 11. Juli 1922 legte er unter dem Ordensnamen Gregor die erste Profess sowie am 12. Juli 1925 die ewige Profess ab. Am 11. Juli 1926 wurde er auf dem Schweiklberg zum Priester geweiht. Am 21. April 1930 ging er nach Korea in die Mission und wirkte ab 1931 als Kaplan, dann Pfarrer und Superior, in der Missionsstation Yonghung im Bereich des Klosters Tokwon. Nach der Besetzung des Klosters Tokwon durch die koreanische kommunistische Geheimpolizei am 10. Mai 1949 kam er zusammen mit Bischof Bonifatius Sauer in das Gefängnis von Pjöngjang, wurde zu sieben Jahren Zuchthaus verurteilt und Anfang Oktober 1950 ermordet.

## Gedenken
Die Römisch-katholische Kirche in Deutschland hat Pater Gregor Steger als Märtyrer in das deutsche Martyrologium des 20. Jahrhunderts aufgenommen.